# Chrysophyllum ubanguiense
Chrysophyllum ubanguiense är en tvåhjärtbladig växtart som först beskrevs av De Wild., och fick sitt nu gällande namn av Rafaël Herman Anna Govaerts. Chrysophyllum ubanguiense ingår i släktet Chrysophyllum och familjen Sapotaceae. Inga underarter finns listade i Catalogue of Life.